# Marc Bocher
Marc Bocher (Boulogne-Sur-Seine) va ser un ciclista francès que fou professional entre 1926 i 1928. Del seu palmarès destaca el segon lloc al Campionat del món amateur de 1925.

## Palmarès
- 1926
  - 1r a la París-Lille